# Courtenay (Isère)
Courtenay é uma comuna francesa na região administrativa de Auvérnia-Ródano-Alpes, no departamento de Isère. Estende-se por uma área de 32,08 km². Em 2010 a comuna tinha 1 296 habitantes (densidade: 40,4 hab./km²).